# Jabez Bryce
Jabez Leslie Bryce (* Januar 1935 in Vavaʻu, Tonga; † 11. Februar 2010 auf Suva) war ein anglikanischer Bischof.

## Leben und Wirken
Jabez Bryce wurde Januar 1935 in Vavaʻu auf Tonga geboren und wuchs auf Samoa auf. Ab 1960 lebte er auf Fidschi. Bryce ging später nach Auckland um sich dort auf seine klerikale Laufbahn vorzubereiten. Im Jahr 1962 erfolgte seine Priesterweihe. 1975 wurde er dann zum Bischof geweiht und leitete die Diözese von Polynesien. Bryce war damit der erste einheimische Bischof. Alle seine Vorgänger waren entweder britischer oder australischer Herkunft gewesen.
Im Jahr 2006 wurde er neben William Brown Turei und David Moxon zu einem der drei Leiter der Anglican Church in Aotearoa, New Zealand and Polynesia gewählt, und bekleidete seitdem den Titel eines Erzbischofs.
Im August 2008 nahm er an der Krönungszeremonie des neuen tongaischen Königs George Tupou V. teil, in deren Verlauf er George Tupou V. krönte.
Bryce war verheiratet und hatte zwei Kinder.